# Bukowiec (gromada w powiecie bartoszyckim)
Bukowiec – dawna gromada, czyli najmniejsza jednostka podziału terytorialnego Polskiej Rzeczypospolitej Ludowej w latach 1954–1972.
Gromady, z gromadzkimi radami narodowymi (GRN) jako organami władzy najniższego stopnia na wsi, funkcjonowały od reformy reorganizującej administrację wiejską przeprowadzonej jesienią 1954 do momentu ich zniesienia z dniem 1 stycznia 1973, tym samym wypierając organizację gminną w latach 1954–1972.
Gromadę Bukowiec z siedzibą GRN w Bukowcu utworzono – jako jedną z 8759 gromad na obszarze Polski – w powiecie iławeckim w woj. olsztyńskim na mocy uchwały nr 14 WRN w Olsztynie z dnia 4 października 1954. W skład jednostki weszły obszary dotychczasowych gromad Bukowiec, Zięby i Paprocina ze zniesionej gminy Bukowiec w tymże powiecie. Dla gromady ustalono 10 członków gromadzkiej rady narodowej.
1 stycznia 1958 do gromady Bukowiec włączono wieś Grotowo, osady Porąbki, Wierzbięcin i Włodkowo oraz PGR Włodkowo ze zniesionej gromady Grotowo w tymże powiecie.
1 stycznia 1959 powiat iławecki przemianowano na powiat górowski.
31 grudnia 1961, w związku ze zniesieniem powiatu górowskiego, gromada weszła w skład powiatu bartoszyckiego w tymże województwie.
31 grudnia 1967 z gromady Bukowiec wyłączono grunty PGR Włodkowo wchodzące w obręb wsi Dobrzynka i PGR Okopek (290 ha), włączając je do gromady Pluty w tymże powiecie.
Gromadę zniesiono 30 czerwca 1968, a jej obszar włączono do gromad: Górowo Iławeckie (wieś Paprocina, PGR-y Saruny, Świadki Górowskie, Wągniki, Wągródka, Worławki oraz kolonię Katławki), Kandyty (wsie Bukowiec i Grotowo oraz kolonie Wierzbięcin i Porąbki) i Pluty (wieś Zięby oraz kolonie Reszkowo, Grądzki Młyn i Papiernia) w tymże powiecie.